# 土佐浩司
土佐 浩司（とさ こうじ、1955年3月30日 - ）は、将棋棋士。清野静男八段門下。棋士番号は124。新潟県南魚沼郡塩沢町（現在の南魚沼市の一部）出身。

## 棋歴

### 三段での公式戦
プロ入り前の1975年度、第6回新人王戦でベスト4進出（準決勝で桜井昇に敗北）。

### 十段リーグ入り
1976年2月、20歳でプロ入り。しかし、その頃に名人戦・順位戦の主催紙移行問題があり、初の順位戦を戦うまで実質1年間待たされることになる。そのかたわら、初参加の十段戦（第16期・1977年度）において予選を6連勝で通過し、難関の十段リーグに入る。四段の棋士の十段リーグ入りは初。リーグ戦では残留はならなかったものの、米長邦雄・大山康晴・有吉道夫を敗り3勝7敗と健闘した。

### 長かった四段
順位戦デビューの第36期（1977年度）C級2組順位戦では6勝4敗の成績。その6勝のうち6回戦の白星は、この年に死去した師匠の清野に対する不戦勝であり、7回戦の白星は、谷川浩司に順位戦初黒星をつけたものであった。
第20期（1979年度）及び第22期（1981年度）の王位戦ではリーグ入り。第20期のリーグでは5戦全敗に終わったものの、第22期のリーグでは脇謙二及び米長邦雄を敗り2勝を挙げた。 
第32回（1982年度）NHK杯戦に成績優秀シード（予選免除）で初出場（1回戦で坪内利幸に勝ち、2回戦で米長邦雄に敗れた。）。 
第40期（1982年度前期）棋聖戦本戦で米長邦雄・内藤國雄らに勝ち、準決勝進出（真部一男に敗れた。）。
第9期（1982年～1983年）棋王戦でも予選を勝ち抜き本戦出場。1回戦で宮坂幸雄に勝ち、2回戦で真部一男に敗れた。
第42期（1983年度）C級2組順位戦で前半の3勝2敗から5連勝して3位に食い込み、順位戦初昇級に伴い五段昇段。以上のように四段時代が長く、最初の昇段までに181勝を記録したが、これは四段在位中の最多勝記録で、現行制度下では更新されることは無いと見られる。ちなみに、四段在位中の最少勝記録（0勝）は師匠である清野静男（三段から六段に飛び昇段）及び清野の弟弟子にあたる花村元司（五段からプロ特例編入）が保持しており、両棋士はそもそも四段に在位しないままプロ棋士となった。なお、昇段規定に勝数による昇段が加えられたのは、土佐が五段となった1984年4月1日と同時であった（同日付で多数の棋士が勝数規定で昇段した）。

### 五段以降の戦績
第35回（1985年度）・第40回（1990年度）・第43回（1993年度）のNHK杯戦で、本戦3回戦進出（第35回では西村一義に、第40回では谷川浩司に、第43回では森下卓に敗れ、いずれも準決勝進出ならず。）。
第13期（1986年～1987年）棋王戦で予選を勝ち抜き4年振り2回目の本戦出場。1回戦で西村一義に敗れた。
第28期（1987年度）王位戦では6年振りのリーグ入り、東和男から1勝を挙げただけで残留には至らなかった。
第48期（1989年度）C級1組順位戦で8勝2敗・2位となり、B級2組昇級。同時昇級者は10戦全勝の羽生善治（同年度に初タイトル竜王を獲得）である。土佐の2敗のうちの1敗は対羽生戦であったが、最終局で昇級争い2番手だった森下卓が羽生に敗れ、3番手だった土佐が室岡克彦に勝ったことにより順位が繰り上がり「黒星を喫した相手に援護射撃を受ける」形で昇級を決めた。
第42期（1994年度）・第43期（1995年度）の王座戦で2年連続本戦出場。第42期では1回戦で谷川浩司に敗れたものの、第43期では桐山清澄に勝ち2回戦（ベスト8）に進出（米長邦男に敗れる）。
第55期（1996年度）B級2組順位戦では、昇級争い3番手で最終戦・対神谷広志戦を迎え、早い時間に勝利をおさめ、1番手中村修及び2番手丸山忠久の少なくとも一方が敗れればB級1組に昇級が決まる状況であったが、両者とも勝ったことにより土佐はB級2組に据え置かれた。

### 早指し選手権戦で優勝
1998年度の第32回早指し将棋選手権戦（テレビ棋戦）で棋戦初優勝。本戦の対戦相手は順に、森下卓、井上慶太、米長邦雄、谷川浩司（準決勝）、森内俊之（決勝）である。棋戦決勝進出でさえ、棋士人生23年で初めてであった。ちなみに、本戦では初戦から準決勝まで振り駒で先手番を引き当てた。決勝は後手番であったが、持将棋指し直しで先後入れ換えとなったため、結局、すべて先手番で勝って優勝したことになる。決勝の手数は、持将棋局が201手、指し直し局が179手であった。なお「将棋世界」1999年5月号に掲載された決勝戦自戦記「長い道」は、第11回将棋ペンクラブ大賞・観戦記部門佳作を受賞した。

### B級1組の壁
第60期（2001年度）B級2組順位戦は、全勝の深浦康市が1位昇級を内定させ、2位昇級を2敗の鈴木大介・中川大輔・北浜健介・土佐が争う状況で最終戦を迎えた。土佐は順位の関係上、自身が畠山成幸に勝ち上位3名全員が敗れればB級1組に昇級が決まっていたが、土佐のみが敗れたことにより、昇級に至らなかった。
第21回（2002年度）朝日オープンの予選決勝でアマチュアの石井豊に勝ち本戦進出。同棋戦では前例がなかったアマチュア選手の本戦出場を阻止し、プロの意地を見せた（本戦では1回戦で谷川浩司に敗れた）。
第63期（2004年度）B級2組順位戦は、昇級争い2番手で最終局を迎えた。田丸昇に勝てば自力昇級、敗れても3番手の野月浩貴が屋敷伸之に敗れれば2位昇級となっていたが土佐が田丸に敗れ、野月が屋敷に勝ったため、野月が繰り上げ昇級する形で三たびB級2組に据え置かれた。
第66期（2007年度）B級2組順位戦は、屋敷伸之・山崎隆之・土佐が2敗で並び昇級争いをする状況で最終局を迎えた。自身が松尾歩に勝ち、屋敷及び山崎の少なくとも一方が敗れればB級1組昇級となっていた。結果、屋敷が佐藤秀司に敗れたものの、土佐自身も松尾に敗れ昇級には至らなかった。
第35期（2009年度）棋王戦で予選を勝ち抜き22年ぶり3回目の本戦進出（1回戦で深浦康市に敗れた）。
2010年8月6日、第69期順位戦B級2組3回戦で桐山清澄に勝ち、55歳にして公式戦通算600勝（将棋栄誉賞）を達成（史上42人目）。七段以下の棋士の達成は史上唯一。

### テレビ棋戦での健闘
第20期（2012年度）の銀河戦本戦Bブロックの最多勝者となり、決勝トーナメント進出（1回戦で佐藤康光に敗れた。）。当年度の決勝出場棋士のなかでは最年長（57歳）だった。
第64回（2014年度）NHK杯将棋トーナメントに出場（12回目）。やはり出場棋士のなかで最年長（59歳）だったが1回戦で橋本崇範に敗れた。なお、予選では前年に三段リーグを1期抜けしてプロ入りしたばかりの三枚堂達也からも白星を挙げた（1回戦）。

### フリークラス宣言から引退
50代後半を迎えて以降、順位戦での成績低迷が顕著になり、第68期（2009年度）・第69期（2010年度）と連続で降級点を喫し（いずれも3勝7敗）21年間維持したB級2組から降級。以降も負け越しが続き、C級1組に在位した第70期（2011年度）・第72期（2013年度）でも降級点を喫し（第70期2勝8敗・第71期及び第72期3勝7敗）C級1組からも降級。第73期（2014年度）以降はC級2組に在籍していたが、のちに二冠となる永瀬拓矢（第73期3回戦）・阿部光瑠（第74期10回戦）をはじめとする複数の20代棋士や棋戦優勝経験者に勝つ「若手キラー」ぶりも見せた（順位戦以外の棋戦においても、上述三枚堂をはじめ複数の若手から白星を挙げた。）。
C級2組に降級した直後の第73期は4勝6敗で降級点を喫さなかったものの、第74期は3勝7敗で降級点を喫し、第75期（2016年度）では出場40期目にして初めて全敗となり、C級2組における降級点が2個累積した。同期を最後にフリークラス宣言をし、順位戦への出場権を放棄した。以降、満65歳を迎える2019年度までの3年間のみ順位戦以外の棋戦に出場を続け、2020年5月14日の門倉啓太戦（第33期竜王戦6組昇級者決定戦1回戦）をもって現役引退。感想戦後のインタビューでは、将棋教室など今後は指導と普及活動をやりたいと述べた 。また、引退後も携帯ライブ中継アプリの検討コメントなどで度々登場している。

## 棋風
- 現役時代、特に若手時代は早見え早指しの作戦巧者と呼ばれていた[7]。
- 才気あふれる着手が多く、天才型の棋士と言われていた[8]。凧金[9]・腰掛金（歩越し金）など持ち駒でない金を攻めに使う、反対に自陣（三段目以内）に引き戻したと金[10]や敵陣に居る竜の縦利きを守りに使う、桂馬を横に並べる（中将棋の「麒麟」のような利きが前方に幾つも作れる）、等の独創的で魅惑的な技も多用していた。
- 十段リーグ入りを遂げた時期には先手なら居飛車、後手番なら振り飛車（特に角道を止めるノーマル向かい飛車を得意とした）が多かったが、以降は相居飛車・対抗型どちらもこなす正統派の居飛車党に転じた。
- 現役晩年は二手損向かい飛車[11]およびダイレクト向かい飛車[12]、先手中飛車、角交換四間飛車[13]、2手目△3二飛戦法[14]などの現代振り飛車や相振飛車も指すようになり、再びオールラウンド・プレイヤーに戻った。
- 飛車の振り場所と玉の囲う位置を、先後手の双方で１筋から９筋まですべて対局で実践した。右玉袖飛車、一間飛車（左一間飛車）[注 3][15]や阪田流向かい飛車[16]など のような古典的な戦法から、相掛かりや角換わりでの居玉まで戦法選択は多岐にわたった。
- 順位戦では毎回異なる戦法を採用する趣向で魅せるなど「異能の棋士」（「将棋講座テキスト・2014年NHK杯観戦記」ほか）ぶりを発揮していた。観戦記者とのインタビューでは「意識して色々な戦法を指すようにしており、対戦相手によっても指し方を変えている」と答えていた。
- 序盤を重視し、位取りや金銀桂を上部に進めるなどの厚みを活かした攻め将棋[17]。序中盤で優位に立ちそのまま寄せ切るのが勝ちパターンだった。
- 勝負に淡泊な面があり、相手から一度も王手をかけられていなかったにもかかわらず投了してしまう対局も多かった。現役最後の門倉戦（上述）も、王手を全くかけられておらず詰めろでもない状態で投了した。
- 反対に、相手に一度も王手をかけず、攻めを全て受けつぶして勝ったこともあり、先手の金銀四枚穴熊に四間飛車で勝った1981年2月12日の王位リーグ（対脇謙二）の棋譜などは40年以上経った現在でも「穴熊の姿焼き」の成功例として取り上げられているとされる。

## 人物
- 真部一男九段は義兄（妻の兄）。妻とは非常に仲睦まじく、一緒に散歩したり、一緒にテレビを観たりする[18]。生前の真部とも仲がよく一緒に囲碁を度々打っていた[19]。1982年の第40期棋聖戦本戦トーナメントの準決勝（上述）での真部との対局では89手まで先後手どちらも居玉で戦った。真部とカジノのルーレットやドミノ（天九牌・マタドールダイス）・バカラなどの研究もした事があった[20]。「トランプや麻雀は記憶力」というのが持論で、麻雀牌で神経衰弱をする。
- 盤上遊戯はひと通りこなすが、特に、囲碁を好んで打つ。大野八一雄七段や河口俊彦七段らと将棋会館の五階で囲碁を打つこともあった（1995年1月川口篤（当時）「対局日誌」）。
- 現在も将棋連盟の囲碁部で、中原誠十六世名人などと共に活動している[21]。2016年度現在、棋士のなかで一番強いといわれる[22]。長女には3歳から囲碁を教えた[23]。
- 色紙には「座右の銘」（「行雲流水」といった淡々とした内容が多い）やサインの他に、「詰将棋」を書くなど、他の棋士にはないファンサービスを見せる。
- 中川大輔八段と同じ施設で筋トレをしている。散歩が趣味[24]で歩くのには自信があり、酒を飲んだ後に徒歩で帰宅したりする。
- 神社が好きでよく出かける。音楽会に行くのも趣味のひとつ[25]。
- 汁をこぼして衣類を汚損する恐れがあるとして、公式戦における昼休・夕休の出前では中華そば類を注文しなかった。鳥が好きで親子丼を注文することが多かった。
- 「イヤなことはやらない」が信条で、順位戦の最終局で昇級や降級点がかかった大一番でも早指しで進め、他の対局者の対局を見たりするなど楽観主義であった（「将棋順位戦30年史」「週刊将棋ダイジェスト」）。
- 負けた対局のあとでも気持ちよく感想戦に応じたり[注 4]、対局後には控え室を訪れ、記者の質問にも丁寧に答えていた。関西将棋会館の棋士室に夜中2時すぎまで残り検討に加わっている姿が中継ブログ等で紹介されたこともある（「将棋世界」、日本将棋連盟中継ブログ・携帯中継など）。
- 羽生善治が七冠王だった1995年に、コンピューター将棋について「10年くらい後にコンピューターがプロ棋士を負かす時代が来る」と予想していた（「将棋年鑑1996年」）。コンピューターソフト「TACOS」と橋本崇載五段の公開対局の結果などにより、将棋連盟がソフトとプロ棋士との許可なしの対局を規制したのが2005年である。義兄の真部一男九段ともコンピューター将棋の可能性について語ったと言い、真部と共に2000年に、「コンピューターを悪用して、対局に勝つプロ棋士が現われる」という架空掌編（原案・土佐、文章・真部）を雑誌で発表、未来の将棋界に警戒を促した[26]。

## 昇段履歴
昇段規定は、将棋の段級 を参照（ただし、四段昇段は旧規定）。
- 1971年00月00日 : 6級 = 奨励会入会
- 1973年00月00日 : 初段
- 1976年02月19日 : 四段 = プロ入り
- 1984年04月01日 : 五段（順位戦C級1組昇級）
- 1989年04月14日 : 六段（勝数規定／五段昇段後公式戦120勝）
- 1997年07月25日 : 七段（勝数規定／六段昇段後公式戦150勝）
- 2014年09月18日 : 八段（勝数規定／七段昇段後公式戦190勝）
- 2020年05月14日 : 引退（フリークラス棋士引退規定、通算666勝728敗、勝率0.4777）[5][27]

## 主な成績
通算 666勝728敗 (対局数1394局、勝率0.477）

### 棋戦優勝
- 早指し将棋選手権 = 1回（1998年度・第32回）

### 表彰
- 将棋栄誉賞 = 通算600勝（2010年） - 達成時段位史上最低（七段）

### 在籍クラス
| 開始 年度 | (出典)順位戦出典 | (出典)順位戦出典 | (出典)順位戦出典 | (出典)順位戦出典 | (出典)順位戦出典 | (出典)順位戦出典 | (出典)順位戦出典 | (出典)順位戦出典 | (出典)竜王戦出典 | (出典)竜王戦出典 | (出典)竜王戦出典 | (出典)竜王戦出典 | (出典)竜王戦出典 | (出典)竜王戦出典 | (出典)竜王戦出典 | (出典)竜王戦出典 | (出典)竜王戦出典 | (出典)竜王戦出典 |
| 開始 年度 | 期               | 名人             | A級              | B級              | B級              | C級              | C級              | 0                | 期               | 竜王             | 1組              | 2組              | 3組              | 4組              | 5組              | 6組              | 決勝 T           |                  |
| 開始 年度 | 期               | 名人             | A級              | 1組              | 2組              | 1組              | 2組              | 0                | 期               | 竜王             | 1組              | 2組              | 3組              | 4組              | 5組              | 6組              | 決勝 T           |                  |
| --- | ---------------- | ---------------- | ---------------- | ---------------- | ---------------- | ---------------- | ---------------- | ---------------- | ---------------- | ---------------- | ---------------- | ---------------- | ---------------- | ---------------- | ---------------- | ---------------- | ---------------- | ---------------- |
| 1977 | 36               |                  |                  |                  |                  |                  | C220             |                  |                  |                  |                  |                  |                  |                  |                  |                  |                  |                  |
| 1978 | 37               |                  |                  |                  |                  |                  | C209             |                  |                  |                  |                  |                  |                  |                  |                  |                  |                  |                  |
| 1979 | 38               |                  |                  |                  |                  |                  | C207             |                  |                  |                  |                  |                  |                  |                  |                  |                  |                  |                  |
| 1980 | 39               |                  |                  |                  |                  |                  | C207             |                  |                  |                  |                  |                  |                  |                  |                  |                  |                  |                  |
| 1981 | 40               |                  |                  |                  |                  |                  | C202             |                  |                  |                  |                  |                  |                  |                  |                  |                  |                  |                  |
| 1982 | 41               |                  |                  |                  |                  |                  | C207             |                  |                  |                  |                  |                  |                  |                  |                  |                  |                  |                  |
| 1983 | 42               |                  |                  |                  |                  |                  | C207             |                  |                  |                  |                  |                  |                  |                  |                  |                  |                  |                  |
| 1984 | 43               |                  |                  |                  |                  | C121             |                  |                  |                  |                  |                  |                  |                  |                  |                  |                  |                  |                  |
| 1985 | 44               |                  |                  |                  |                  | C122             |                  |                  |                  |                  |                  |                  |                  |                  |                  |                  |                  |                  |
| 1986 | 45               |                  |                  |                  |                  | C112             |                  |                  |                  |                  |                  |                  |                  |                  |                  |                  |                  |                  |
| 1987 | 46               |                  |                  |                  |                  | C106             |                  |                  | 1                |                  |                  |                  |                  | 4組              |                  |                  | --               |                  |
| 1988 | 47               |                  |                  |                  |                  | C104             |                  |                  | 2                |                  |                  |                  |                  | 4組              |                  |                  | --               |                  |
| 1989 | 48               |                  |                  |                  |                  | C115             |                  |                  | 3                |                  |                  |                  |                  | 4組              |                  |                  | --               |                  |
| 1990 | 49               |                  |                  |                  | B222             |                  |                  |                  | 4                |                  |                  |                  | 3組              |                  |                  |                  | --               |                  |
| 1991 | 50               |                  |                  |                  | B205             |                  |                  |                  | 5                |                  |                  |                  | 3組              |                  |                  |                  | --               |                  |
| 1992 | 51               |                  |                  |                  | B221             |                  |                  |                  | 6                |                  |                  |                  | 3組              |                  |                  |                  | --               |                  |
| 1993 | 52               |                  |                  |                  | B213             |                  |                  |                  | 7                |                  |                  |                  | 3組              |                  |                  |                  | --               |                  |
| 1994 | 53               |                  |                  |                  | B217             |                  |                  |                  | 8                |                  |                  |                  |                  | 4組              |                  |                  | --               |                  |
| 1995 | 54               |                  |                  |                  | B209             |                  |                  |                  | 9                |                  |                  |                  | 3組              |                  |                  |                  | --               |                  |
| 1996 | 55               |                  |                  |                  | B203             |                  |                  |                  | 10               |                  |                  |                  | 3組              |                  |                  |                  | --               |                  |
| 1997 | 56               |                  |                  |                  | B203             |                  |                  |                  | 11               |                  |                  |                  | 3組              |                  |                  |                  | --               |                  |
| 1998 | 57               |                  |                  |                  | B212             |                  |                  |                  | 12               |                  |                  |                  | 3組              |                  |                  |                  | --               |                  |
| 1999 | 58               |                  |                  |                  | B208             |                  |                  |                  | 13               |                  |                  |                  | 3組              |                  |                  |                  | --               |                  |
| 2000 | 59               |                  |                  |                  | B212             |                  |                  |                  | 14               |                  |                  |                  |                  | 4組              |                  |                  | --               |                  |
| 2001 | 60               |                  |                  |                  | B214             |                  |                  |                  | 15               |                  |                  |                  |                  | 4組              |                  |                  | --               |                  |
| 2002 | 61               |                  |                  |                  | B205             |                  |                  |                  | 16               |                  |                  |                  |                  | 4組              |                  |                  | --               |                  |
| 2003 | 62               |                  |                  |                  | B209             |                  |                  |                  | 17               |                  |                  |                  |                  | 4組              |                  |                  | --               |                  |
| 2004 | 63               |                  |                  |                  | B218             |                  |                  |                  | 18               |                  |                  |                  |                  | 4組              |                  |                  | --               |                  |
| 2005 | 64               |                  |                  |                  | B203             |                  |                  |                  | 19               |                  |                  |                  |                  |                  | 5組              |                  | --               |                  |
| 2006 | 65               |                  |                  |                  | B222             |                  |                  |                  | 20               |                  |                  |                  |                  |                  | 5組              |                  | --               |                  |
| 2007 | 66               |                  |                  |                  | B217             |                  |                  |                  | 21               |                  |                  |                  |                  |                  | 5組              |                  | --               |                  |
| 2008 | 67               |                  |                  |                  | B203             |                  |                  |                  | 22               |                  |                  |                  |                  |                  | 5組              |                  | --               |                  |
| 2009 | 68               |                  |                  |                  | B216             |                  |                  |                  | 23               |                  |                  |                  |                  |                  |                  | 6組              | --               |                  |
| 2010 | 69               |                  |                  |                  | B224             |                  |                  |                  | 24               |                  |                  |                  |                  |                  |                  | 6組              | --               |                  |
| 2011 | 70               |                  |                  |                  |                  | C101             |                  |                  | 25               |                  |                  |                  |                  |                  |                  | 6組              | --               |                  |
| 2012 | 71               |                  |                  |                  |                  | C132             |                  |                  | 26               |                  |                  |                  |                  |                  |                  | 6組              | --               |                  |
| 2013 | 72               |                  |                  |                  |                  | C127             |                  |                  | 27               |                  |                  |                  |                  |                  |                  | 6組              | --               |                  |
| 2014 | 73               |                  |                  |                  |                  |                  | C202             |                  | 28               |                  |                  |                  |                  |                  |                  | 6組              | --               |                  |
| 2015 | 74               |                  |                  |                  |                  |                  | C230             |                  | 29               |                  |                  |                  |                  |                  |                  | 6組              | --               |                  |
| 2016 | 75               |                  |                  |                  |                  |                  | C240             |                  | 30               |                  |                  |                  |                  |                  |                  | 6組              | --               |                  |
| 2017 | 76               |                  |                  |                  |                  |                  |                  | F宣              | 31               |                  |                  |                  |                  |                  |                  | 6組              | --               |                  |
| 2018 | 77               |                  |                  |                  |                  |                  |                  | F宣              | 32               |                  |                  |                  |                  |                  |                  | 6組              | --               |                  |
| 2019 | 78               |                  |                  |                  |                  |                  |                  | F宣              | 33               |                  |                  |                  |                  |                  |                  | 6組              | --               |                  |
| 順位戦、竜王戦の 枠表記 は挑戦者。右欄の数字は勝-敗(番勝負/PO含まず)。 順位戦の右数字はクラス内順位 ( x当期降級点 / *累積降級点 / +降級点消去 ) 順位戦の「F編」はフリークラス編入 /「F宣」は宣言によるフリークラス転出。 竜王戦の 太字 はランキング戦優勝、竜王戦の 組(添字) は棋士以外の枠での出場。 |                  |                  |                  |                  |                  |                  |                  |                  |                  |                  |                  |                  |                  |                  |                  |                  |                  |                  |

## 主な著書
- 自在向かい飛車（1977年、日本将棋連盟）